# Twifo-Praso
Twifo-Praso (auch Twifo Praso oder Twifu Praso) ist eine Ortschaft in der Central Region im westafrikanischen Staat Ghana.

## Beschreibung
Mit einer Bevölkerung von ca. 3000 Menschen hat das Siedlungsgefüge grundsätzlich eher dörflichen Charakter. Die Twifo-Praso Secondary School ist als Bildungsstätte der höheren Schulbildung für den gesamten Bezirk von großer Bedeutung. Diese Stadt ist die Hauptstadt des 1298 Quadratkilometer großen Twifo-Hemang-Lower-Denkyira District. Twifo-Praso liegt am Fluss Pra, einem der wichtigsten Wasserläufe in Ghana. Diese Stadt liegt ca. 70 km nördlich von der Hauptstadt der Central Region Cape Coast etwa eine Fahrtstunde entfernt.

## Infrastruktur
In der direkten Nähe von Twifo-Praso liegt eine wichtige Eisenbahnbrücke, die über den Pra führt. Die Eisenbahnstrecke und damit auch Twifo-Praso waren in der Vergangenheit wichtige Handelspunkte Ghanas. Die Bahnstrecke durch Twifo-Praso führt von Kumasi nach Sekondi. Diese Bahnlinie war die erste in Ghana und wurde noch von den britischen Kolonialherren erbaut. Noch heute ist die Gegend um Twifo-Praso mit großen Palmöl-Plantagen bewirtschaftet, die ebenfalls einen wichtigen Arbeitgeber für die Bevölkerung darstellen.
Aufgrund der immer besseren Versorgung mit Strom und Wasser sowie verschiedener weiterer Infrastrukturprojekte wie Internet und Telefonverbindungen bekommt Twifo-Praso immer stärker ein kleinstädtisches Gepräge. Zurzeit läuft ein Projekt zum Aufbau einer öffentlichen Bibliothek in Twifo-Praso.